# Хьюитт, Рон
Рон Хьюитт (англ. Ron Hewitt; 21 июня 1928, Флинт, Флинтшир — 23 сентября 2001) — валлийский футболист, играл на позиции нападающего.
Выступал, в частности, за клуб «Рексем», а также национальную сборную Уэльса. Трехкратный обладатель Кубка Уэльса. 

## Клубная карьера
Во взрослом футболе дебютировал в 1948 году выступлениями за команду клуба «Вулверхэмптон», в которой провел один сезон, не сыграв не одного матча в основе. 
Впоследствии с 1949 по 1951 год играл в составе команд клубов «Уолсолл», «Вулверхэмптон» и «Дарлингтон».
Своей игрой за последнюю команду привлек внимание представителей тренерского штаба клуба «Рексем», к составу которого присоединился в 1951 году. Отыграл за валлийскую команду следующие шесть сезонов своей игровой карьеры. Большинство времени, проведенного в составе «Рексема», был основным игроком атакующей звена команды. В составе «Рексема» был одним из главных бомбардиров команды, имея среднюю результативность на уровне 0,46 гола за игру первенства.
В течение 1957-1968 годов защищал цвета клубов «Кардифф Сити», «Рексем», «Ковентри Сити», «Честер Сити», «Херефорд Юнайтед», «Нортуич Виктория», «Виттон Альбион», «Карнарвон Таун» и «Бармут Диффрин Юнайтед».
Завершил профессиональную игровую карьеру в клубе «Конглетон Таун», за команду которого выступал в течение 1968-1971 годов.
Умер 23 сентября 2001 года на 74-м году жизни.

## Выступления за сборную
В 1958 году дебютировал в официальных матчах в составе национальной сборной Уэльса. В течение карьеры в национальной команде, которая длилась всего 1 год, провел в форме главной команды страны 5 матчей, забив 1 гол.
В составе сборной был участником чемпионата мира 1958 года в Швеции.

## Титулы и достижения
- Обладатель Кубка Уэльса (3):

«Рексем»: 1956-1957, 1959-1960
«Кардифф Сити»: 1958-1959